# القوارشاه
ال-قوارشاه یک منطقهٔ مسکونی در لیبی است که در بنغازی واقع شده‌است.